# 谭天澄
谭天澄（1991年5月15日—），中国足球运动员，司职前锋。

## 俱乐部生涯
谭天澄在2009赛季下半段被提升至北京国安一线队，并在9月27日对阵青岛中能的比赛中首次在联赛亮相。
2010年，他被租借至北京国安的卫星球队北京国安精英参加新加坡职业足球联赛。3月12日，他首次亮相就取得进球，帮助北京国安精英在客场3比1击败芽笼联。他在2010赛季上半段联赛出场15次，攻进6球。7月，他被北京国安召回，报名参加2010年中国足球超级联赛。
2013年7月，谭天澄被租借到中乙联赛球队丽江嘉云昊。

## 国家队生涯
2009年6月，谭天澄入选由宿茂臻执教的中国国青队，他在亚青赛预赛中5场比赛共打进3个进球。
2010年10月，谭天澄代表中国国青队参加在山东淄博展开的2010年亚洲U19青年足球锦标赛。